# Luxembourg-Lille
Luxembourg-Lille est une course cycliste française de 330 kilomètres environ, organisée le 11 avril 1926 entre la ville de Luxembourg, capitale du Grand-Duché de Luxembourg et la ville de Lille dans le département du Nord. 

## Palmarès
| Année | Vainqueur      | Deuxième     | Troisième         |
| ----- | -------------- | ------------ | ----------------- |
| 1926  | Emile Verhaert | Gaston Rebry | Georges Brosteaux |